# Büyükyıldız, Harran
Büyükyıldız là một xã thuộc huyện Harran, tỉnh Şanlıurfa, Thổ Nhĩ Kỳ. Dân số thời điểm năm 2011 là 723 người.